# Real Academia Nacional de Farmacia
La Real Academia Nacional de Farmacia de España tiene su origen en 1737, año en el que una real cédula de Felipe V aprueba los estatutos del Real Colegio de Profesores Boticarios de Madrid.

## Historia
Con fecha 6 de enero de 1932 el Gobierno aceptó el cambio de denominación del Real Colegio de Farmacéuticos por el de Academia Nacional de Farmacia. Esta transformación se había logrado después de 343 años de vida ininterrumpida al servicio de la Ciencia y no alteró, sustancialmente, su régimen organizativo. 
El 15 de junio de 1936 se rehace la estructura de la Academia, nombrando académicos delegados e intensificándose sus colaboraciones con el extranjero. Asimismo, se amplía su campo de acción al dar entrada en su seno a doctores en Ciencias afines a la Farmacia. 
El 9 de agosto de 1946 la Real Academia de Farmacia se incorpora al Instituto de España, conservando el espíritu de su fundación: cultivo y adelantamiento de la farmacia, química, botánica e historia natural. Así se señalaba en su nuevo Estatuto, de 7 de febrero de 1947: la investigación y estudio de las Ciencias Farmacéuticas y sus afines, el fomento de su cultivo y el asesoramiento, cuando ellos lo soliciten, a los organismos oficiales.
Una vez terminadas las obras de reforma y adaptación del antiguo edificio del Real Colegio y posterior Facultad de Farmacia, situado en la calle de la Farmacia, se trasladó al mismo la Real Academia, inaugurándose solemnemente su sede actual el 25 de octubre de 1967.
En los estatutos de 1989 y en su reglamento de régimen interior de 1990 se normaliza y se amplia la plantilla de académicos, quedando constituida por 50 académicos numerarios; 38 farmacéuticos y 12 de ciencias afines. Como académicos correspondientes —nacionales y extranjeros— 173, de ellos 22 son delegados en provincias y 24 en Naciones de América y Europa. Se crea, igualmente, la categoría de académicos supernumerarios.
La Real Academia de Farmacia se denominó, entre 2002 y 2025, «Real Academia Nacional de Farmacia». En mayo de 2025, se renombró como «Real Academia Nacional de Farmacia de España».

## Edificio
El edificio de la Real Academia Nacional de Farmacia, situado en la entonces denominada calle de San Juan y desde 1835 calle de la Farmacia, fue diseñado por el arquitecto Pedro de Zengotita Vengoa en 1830. De estilo neoclásico, posteriormente se le añadió el frontón triangular sobre la cornisa central y la segunda puerta de acceso. En 1997 fue declarado Monumento Bien de Interés Cultural. Desde 1994 el edificio aloja el Museo de la Real Academia Nacional de Farmacia, cuya existencia data del siglo XIX. Asimismo en este inmueble se encuentra la Biblioteca de la institución académica.

## Directores y presidentes
- Toribio Zúñiga Sánchez-Cerrudo, Presidente (1929-1934)
- José Casares Gil, Director (1935-julio 1957)
- José Ranedo Sánchez-Bravo, Director (julio 1957-1958)
- Ricardo Montequi Díaz de Plaza, Director (1959-1976)
- Ángel Santos Ruiz, Director (1977-1991)
- Rafael Cadórniga Carro, Director (1992-1997)
- Julio Rodríguez Villanueva, Director (1998-diciembre de 2000)
- Juan Manuel Reol Tejada, Director (diciembre de 2000-mayo de 2002), Presidente (mayo de 2002-19 de enero de 2007)
- María Teresa Miras Portugal, Presidenta (19 de enero de 2007 - 2013)
- Mariano Esteban Rodríguez, Presidente (19 de enero de 2013 - 2019)
- Antonio Luis Doadrio Villarejo, Presidente (19 de enero de 2019 - )

## Académicos
1. Juan Ramón Lacadena Calero
2. Juan Tamargo Menéndez
3. Mercedes Salaices Sánchez
4. Antonio Isacio González Bueno
5. Tomás Girbés Juan
6. Federico Mayor Zaragoza
7. Antonio Rodríguez Artalejo
8. Javier Puerto Sarmiento
9. Albino García Sacristán
10. Vicente Vilas Sánchez
11. Lina Badimon Maestro
12. Vacante
13. Antonio Jesús Salinas Sánchez
14. Santiago Mas Coma
15. José Carlos Menéndez Ramos
16. Vacante
17. Benito del Castillo García
18. Rafael Sentandreu Ramón
19. Francisco José Sánchez Muniz
20. Juan Abelló Gallo
21. Bartolomé Ribas Ozonas
22. Fidel Ortega Ortiz de Apodaca
23. Rosa Basante Pol
24. María Molina Martín
25. Daniel Pablo de la Cruz Sánchez Mata
26. María José Alonso Fernández
27. José Miguel Ortiz Melón
28. María Blasco Marhuenda (electa)
29. José María Medina Jiménez
30. Vacante
31. Yolanda Barcina Angulo
32. Alfonso Domínguez-Gil Hurlé
33. Mariano Esteban Rodríguez
34. José Martínez Lanao
35. María del Pilar Gómez Serranillos
36. Vicente Larraga Rodríguez de Vera
37. Agustín García Asuero
38. José Antonio Cabezas Fernández del Campo
39. Bernabé Sanz Pérez
40. Joan Josep Guinovart Cirera
41. Hernández Martínez, José Alfredo
42. María Vallet Regí
43. Vacante
44. Ascensión Marcos Sánchez
45. Antonio Ramón Martínez Fernández
46. Ángel María Villar del Fresno
47. María del Carmen Avendaño López
48. Vacante
49. Manzanares Robles, Jorge
50. Antonio Luis Doadrio Villarejo